# Heiko Oberman
Heiko Augustinus Oberman (Utrecht, 15 ottobre 1930 – Tucson, 22 aprile 2001) è stato uno storico e teologo olandese, specializzato negli studi sulla Riforma protestante.

## Biografia
Oberman è nato ad Utrecht, Paesi Bassi. Dopo aver ottenuto il dottorato in teologia all'Università di Utrecht nel 1957 si iscrisse alla facoltà della Harvard Divinity School nel 1958. Dopo essere diventato associato nel 1963, venne promosso a professore in Storia della Chiesa.
Oberman insegnò dal 1966 al 1984 alla facoltà di teologia evangelica  di Tubinga dove diresse l'istituto per la storia della Chiesa, egli si occupò in particolare di Martin Lutero. 
Dal 1984 alla morte insegno storia a Tucson, Arizona.

## Opere in lingua tedesca
- Werden und Wertung der Reformation, 1977
- Wurzeln des Antisemitismus. Christenangst und Judenplage im Zeitalter von Humanismus und Reformation, 1981
- Luther — Mensch zwischen Gott und Teufel, 1982
- Zwei Reformationen. Luther und Calvin. Alte und neue Welt, 2000

Traduzioni italiane
- I maestri della Riforma: la formazione di un nuovo clima intellettuale in Europa, Bologna, Il Mulino, 1982.
- Martin Lutero: un uomo tra Dio e il diavolo, Roma-Bari, Laterza, 1987.
- La riforma protestante: da Lutero a Calvino, Roma-Bari, Laterza, 1989.